# Young-Holt Unlimited
Young-Holt Unlimited was een Amerikaans instrumentaal soul/jazz-duo van eind jaren 1960.

## Bezetting
- Eldee Young (basgitaar)
- Redd Holt (drums)
- Ramsey Lewis (piano)
- Don Walker (piano)
- Ken Chaney

## Geschiedenis
Tot 1966 vormden de jazzbassist Eldee Young en de drummer Redd Holt samen met de jazzpianist Ramsey Lewis het Ramsey Lewis Trio. Daarna scheidden ze zich af van Lewis en gingen ze verder met de pianist Don Walker als het Young Holt Trio. Met de titel Wack Wack van hun debuutalbum met dezelfde naam behaalden ze een top 40-hit in de Amerikaanse hitlijsten in 1967. De formatie noemde zichzelf later The Young Holt en vanaf 1968, nadat Walker werd vervangen door Ken Chaney, Young-Holt Unlimited.
Het instrumentale nummer Soulful Strut is het bekendste nummer van het duo. Het bereikte nummer 3 in de Amerikaanse hitlijsten in 1968 en was een miljoenenseller (goudstatus). Het bijbehorende album kwam ook in de Top 10 in de Billboard 200. Het instrumentale nummer is ook de basis voor Am I the Same Girl van Barbara Acklin, de piano verving de zang. Het is geschreven door Eugene Record en William Sanders. Acklin bracht haar lied een jaar later uit en had een kleine hit in de Verenigde Staten (nummer 79), Dusty Springfield bracht het in hetzelfde jaar naar de Britse hitlijsten met een coverversie (nummer 43). Swing Out Sister kwam opnieuw internationaal met het nummer in 1992 in de hitlijsten, onder andere in Duitsland op nummer 53. In 1998 werd het instrumentale gebruikt door Young-Holt Unlimited in de film The Parent Trap.
Young-Holt Unlimited werd in 1974 na afnemend succes ontbonden. In 1983 herenigden Holt en Young zich met Ramsey Lewis.

## Discografie

### Singles
- 1966: Wack Wack (als Young Holt Trio)
- 1967: Ain't There Something That Money Can't Buy
- 1967: The Beat Goes On
- 1967: Yon Gimme Thum
- 1968: Give It Up
- 1968: Soulful Strut (instrumentaal nummer werd in 1969 als basis gebruikt voor Barbara Acklins Am I the Same Girl
- 1969: Who's Making Love (origineel: Johnnie Taylor, 1968)
- 1969: Just a Melody
- 1969: Young and Holtful
- 1969: Straight Ahead
- 1969: Horoscope
- 1970: Mellow Dreaming
- 1971: Luv-Bugg
- 1971: Hot Pants
- 1972: Oh Girl
- 1973: Super Fly
- 1973: Could It Be I'm Falling in Love

### Studioalbums
- 1967: Wack Wack (Brunswick Records) - als Young Holt Trio
- 1967: Feature Spot (als The Young Holt)
- 1967: The Beat Goes On
- 1968: Funky But!
- 1969: Soulful Strut (Brunswick Records)
- 1969: Just a Melody (Brunswick Records)
- 1970: Mellow Dreamin’
- 1971: Born Again
- 1973: Oh, Girl
- 1973: Plays Super Fly

### Livealbums
- 1967: On Stage
- 1968: Live at the Bohemian Caverns

### Compilaties
- 1986: Wack Wack
- 1995: The Best of Young-Holt Unlimited (Brunswick Records)
- 2004: The Best of Young-Holt Unlimited (Collectables Records)
- 2005: The Definitive